# Ноћни ужас
Ноћни ужас (енгл. Terror by Night) је амерички детективски филм из 1946. године, и тринаести филм у серијалу од четрнаест филмова о Шерлоку Холмсу у коме главне улоге играју Бејзил Ратбон и Најџел Брус. Прича се врти око крађе познатог дијаманта у возу. Овај филм је један од четири филма из серијала који се налази у јавном власништву.
Радња филма углавном је потпуно оригинална прича која се директно не заснива ни на једној од прича које је написао Артур Конан Дојл, али преузима мање елементе прича „Празна кућа”, „Нестанак леди Френсис Карфакс” и Знак четворице.

## Радња
У Лондону, Вивијан Ведер потврђује да је столар довршио ковчег за тело своје недавно преминуле мајке, које возом превози у Шкотску. Те вечери укрцава се у воз, као и лејди Маргарет Карстерс, која поседује и превози чувени дијамант „Звезда Родезије”; син лејди Маргарет, Роланд; Шерлок Холмс, којег је Роланд унајмио да заштити дијамант; инспектор Лестрад, који је такође задужен за сигурност дијаманта; доктор Вотсон, као и Вотсоновов пријатељ, мајор Данкан-Блик. Холмс кратко прегледа дијамант.
Убрзо након тога, Роланд је убијен, а дијамант је наводно украден. Лестрад, Холмс и Вотсон не сазнају ништа потребно у испитивању осталих путника. У једном тренутку истраге, Вотсон верује да је старији пар крив за злочин, али једини злочин који су починили је крађа чајника из хотела. Док претражује воз, Холмс је избачен из њега, једва избегавајући смрт, али се попне натраг у вагон и открива тајни претинац у ковчегу у којем је била мајка госпођице Ведер. Сумња да је један од људи у возу злогласни крадљивац драгуља, пуковник Себастијан Моран.
Након даљег испитивања, госпођица Ведер признаје да јој је један човек платио да превезе ковчег. Док се Вотсон и Данкан-Блик придружују групи, Холмс открива да је заменио дијамант имитацијом док га је испитивао. Лестрад тобоже преузима прави дијамант.
У пртљажнику Холмс и Вотсон проналазе чувара воза убијеног отрованом стрелицом. У међувремену, криминалац по имену Сандс онеспособљава кондуктера. Сандс је био скривен у ковчегу и сарађује са Данкан-Бликом, који је заправо пуковник Моран. Сандс и Моран одлазе у Лестрадову собу, где Сандс онесвештава Лестрада и краде му дијамант; али Моран превари Сандса, убијајући га истим пиштољем којим је убио Роланда и стражара.
Воз се неочекивано зауставља како би покупио неколико шкотских полицајаца, које наводно предводи инспектор Макдоналд. Холмс обавештава Макдоналда да је Данкан-Блик заиста Моран, а Макдоналд хапси Морана и проналази дијамант у прслуку, али Моран зграби полицајчев пиштољ и повуче кабл за нужду да заустави воз. Током метежа који је настао када су се искључила светла, Холмс је савладао и ставио лисице Морану, а затим га потајно сакрио испод стола. Када се светла поново укључе, полицајци напуштају воз са Лестрадом, покривајући му лице капутом, верујући да је Моран. Док воз креће, Лестрад заробљава преваранте на железничкој станици, а Холмс открива Вотсону и Морану да је препознао Макдоналда као варалицу и повратио дијамант од њега током борбе.

## Улоге
| Глумац          | Улога                          |
| --------------- | ------------------------------ |
| Бејзил Ратбон   | Шерлок Холмс                   |
| Најџел Брус     | доктор Џон Вотсон              |
| Алан Маубреј    | Данкан-Блик / Себастијан Моран |
| Денис Хуи       | инспектор Лестрад              |
| Рене Годфри     | Вивијан Ведер                  |
| Фредерик Уорлок | професор Килбејн               |
| Мери Форбс      | лејди Маргарет Карстерс        |
| Скелтон Кнагс   | Сандс                          |